# Otto Vogel (Schriftsteller)

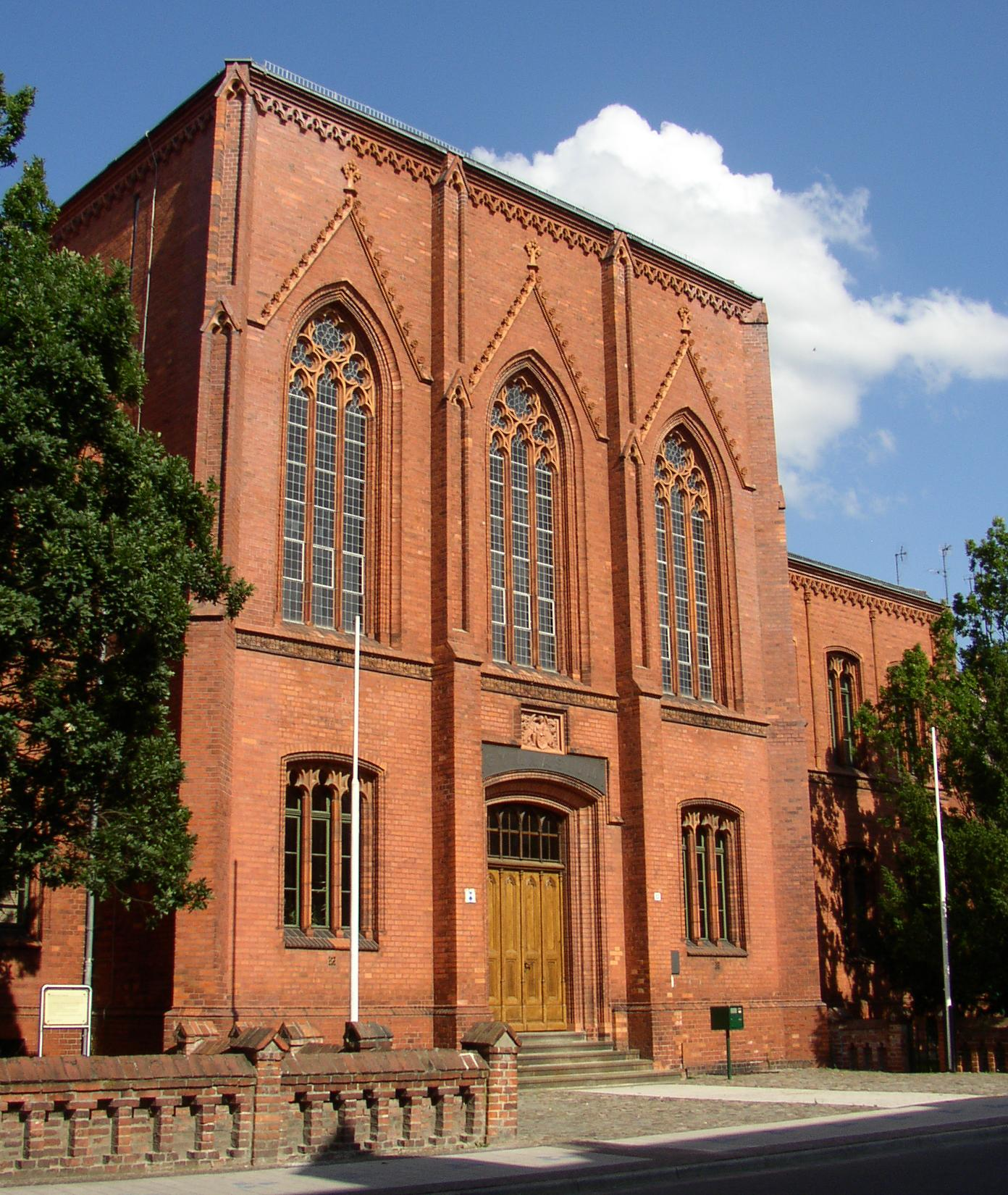
Gymnasium Perleberg, entworfen von Stüler

Otto Vogel (* 3. Januar 1838 in Greifswald; † 14. September 1914 in Potsdam) war ein deutscher Gymnasialdirektor und Schriftsteller. Er verfasste unter anderem Werke in niederdeutscher Sprache.
Otto Vogel besuchte das Greifswalder Gymnasium und das Pädagogium Putbus. An der Universität Greifswald und anderen Hochschulen studierte er Theologie und Philologie. Er wurde 1863 (nach anderen Angaben 1865) Lehrer am Greifswalder Gymnasium. 1876 wurde er Direktor des Königlichen Realgymnasiums in Perleberg. Dort wurde ihm der Titel eines Geheimes Regierungsrates verliehen. 1912 trat er in den Ruhestand. 

## Werke
- Pommernspeegel. Greifswald 1869, 2. Aufl. 1873.
- Russelbläder. En Strämel Plattdütsch. Wigand, Leipzig 1878, 2. Aufl. 1890.
- Übungen zur Lehre vom Satz und Aufsatz für die unteren Klassen. Perleberg 1882.
- Rügen. Ein Liederkranz. Greifswald 1887.
- Aus der älteren Schulgeschichte Perlebergs. Perleberg 1900.
- Meister Rohle. Ein Bühnenspiel aus Perlebergs Schreckenszeit. Perleberg 1894.